# Thymus serpyllum
Thymus serpyllum là một loài thực vật có hoa trong họ Hoa môi. Loài này được Carl von Linné miêu tả khoa học đầu tiên năm 1753. 
Đây là loài bản địa phần lớn châu Âu và Bắc Mỹ. 

## Hình ảnh

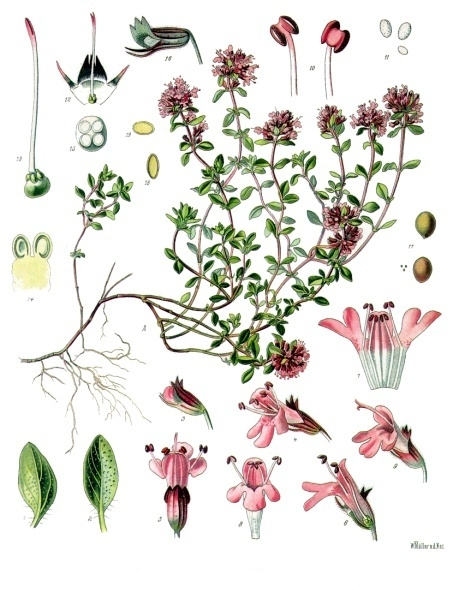
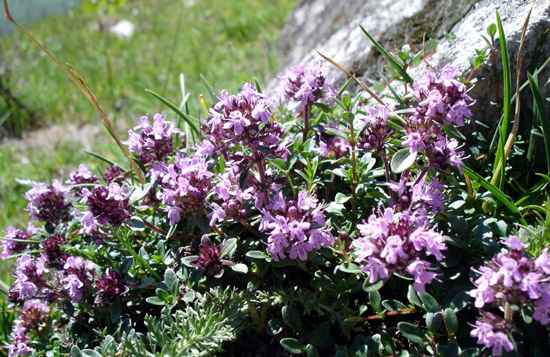
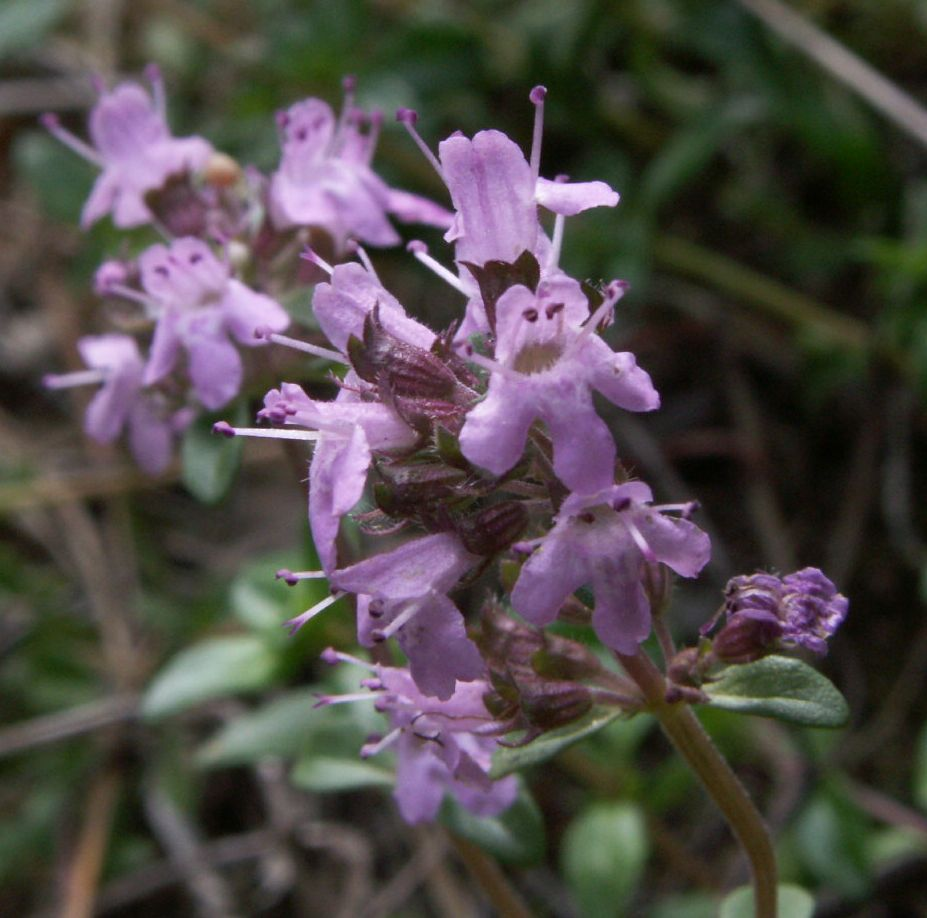
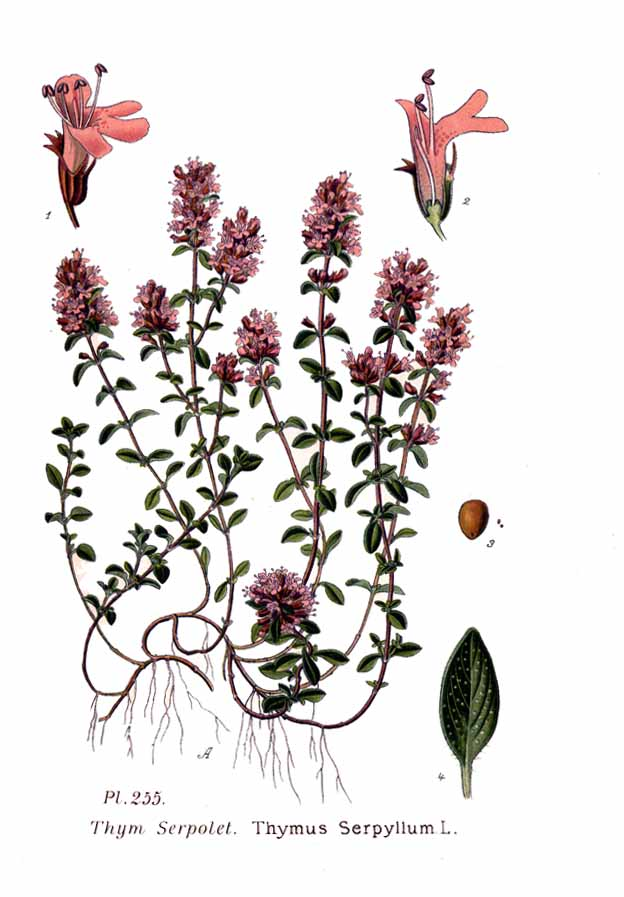